# John France
John France – brytyjski historyk, mediewista. 

## Życiorys
Absolwent University of Nottingham (doktorat - 1967), uczeń Bernarda Hamiltona. Jest emerytowanym profesorem historii na Uniwersytecie Walijskim w Swansea. Jest dyrektorem  Callaghan Centre for Conflict Studies. Zajmuje się historią wojen średniowiecznych ze szczególnym uwzględnieniem okresu wypraw krzyżowych. 

## Wybrane publikacje
- Victory in the East: a Military History of the First Crusade, Cambridge: Cambridge University Press 1994, ISBN 0-521-41969-7.
- Western Warfare in the Age of the Crusades 1000-1300, London: UCL Press 1999, ISBN (Hb) 1-85728-466-6: (Pb) 1-85728-467-4.
- The Crusades and the Expansion of Catholic Christendom 1000-1714, London: Routledge 2005.

## Publikacje w języku polskim
- Sztuka wojenna Europy Zachodniej w epoce krucjat 1000-1300, przeł. Grzegorz Smółka, Oświęcim: Wydawnictwo Napoleon V 2012, ISBN 978-83-61324-86-7